# Коморовиці (Стшелінський повіт)
Коморовиці (пол. Komorowice) — село в Польщі, у гміні Кондратовиці Стшелінського повіту Нижньосілезького воєводства.
Населення — 143 особи (2011).
У 1975-1998 роках село належало до Вроцлавського воєводства.

## Демографія
Демографічна структура станом на 31 березня 2011 року:
|          | Загалом | Допрацездатний вік | Працездатний вік | Постпрацездатний вік |
| -------- | ------- | ------------------ | ---------------- | -------------------- |
| Чоловіки | 77      | 18                 | 56               | 3                    |
| Жінки    | 66      | 11                 | 46               | 9                    |
| Разом    | 143     | 29                 | 102              | 12                   |